# Trauma (pel·lícula de 1993)
Trauma és una pel·lícula de terror italo-pel·lícula estatunidenca de Dario Argento, estrenada l'any 1993. Ha estat doblada al català.

## Argument
Aura Petrescu, jove anorèxica d'origen romanès, fuig després d'haver-hi presenciat la decapitació dels seus pares en una sessió d'espiritisme. Es refugia a casa de David Parsons, un dissenyador que treballa en una tele local. Investiguen sobre l'assassí en sèrie que els encalça.

## Repartiment
- Asia Argento: Aura Petrescu
- Christopher Rydell: David Parsons
- Frederic Forrest: Dr. Judd
- James Russo: Cpt Travis
- Piper Laurie: Mrs Petrescu
- Brad Dourif: Dr. Lloyd
- Laura Johnson: Grace Harrington

## Producció
Aquest film, girat a i als voltants de Minneapolis i dirigida amb un pressupost de aproximadament 7 milions de dòlars, és la primera producció americana del director Dario Argento després de la seva col·laboració amb George Andrew Romero pel film Dos ulls maléfics l'any 1990.

## Rodatge
- Llocs de rodatge: 
  - Hopkins, Minnesota, EUA
  - Irvine Park, Sant Paul (Minnesota), EUA
  - Minneapolis, Minnesota, EUA
- Dates de rodatge: 3 d'agost 1992 - 26 de setembre 1992